# Латтанци, Джорджо
Джорджо Латтанци (итал. Giorgio Lattanzi; род. 26 января 1939, Рим) — итальянский юрист, председатель Конституционного суда Италии (2018—2019).

## Биография
Джорджо Латтанци родился 26 января 1939 года в Риме. До начала карьеры в Конституционном суде он занимал должность председателя секции Кассационного суда. 19 ноября 2010 года он был назначен судьёй Конституционного суда и был приведён к присяге 9 декабря 2010 года. 12 ноября 2014 года стал вице-президентом суда.
8 марта 2018 года Латтанци был избран президентом Конституционного суда Италии. В октябре 2019 года Конституционный суд подвергся резкой критике со стороны политических лидеров Маттео Сальвини и Николы Дзингаретти за решение, касающееся прав связанных с мафией осуждённых, приговорённых к пожизненному заключению. Латтанци указал, что критика достигла неприемлемого уровня.
9 декабря 2019 года срок полномочий Латтанзи в Конституционном суде закончился, и его сменила на посту президента Марта Картабья.
24 октября 2011 года Латтанци был произведен в рыцари Большого креста ордена «За заслуги перед Итальянской Республикой».